# Mathias Heise
Mathias Ebenhard Heise (* 5. September 1993 in Rødovre) ist ein dänischer Jazzmusiker (Mundharmonika, Keyboard, Komposition).

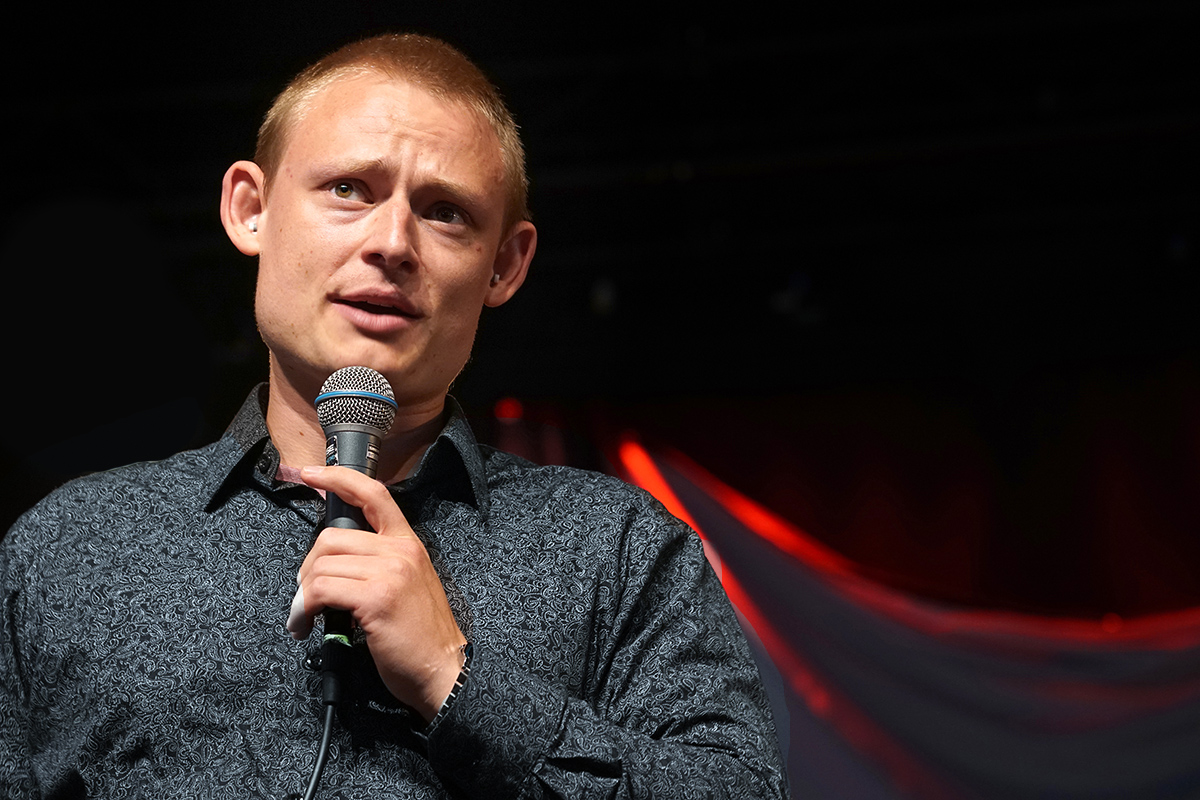
Aarhus Jazz Festival
(Dänemark 2019)

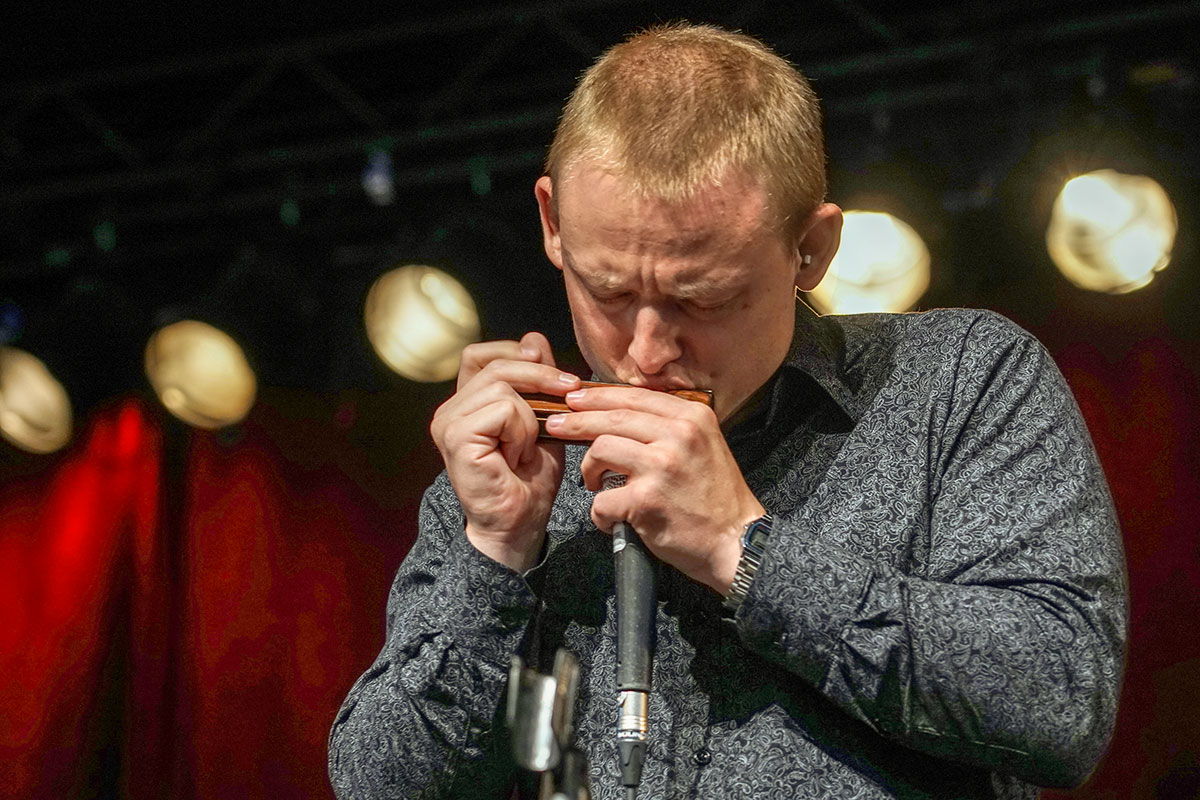
(Dänemark 2019)

## Leben und Wirken
Heise begann, nachdem er Amin Jensen in einer Fernsehsendung gesehen hatte, Mundharmonika spielen. Er erhielt Unterricht in der Musikschule Rødovre. 2011 wechselte er von der diatonischen Bluesharp zur chromatischen Mundharmonika. Nach dem Kopenhagener Sankt Annæ Gymnasium besuchte er ab 2015 das Rytmisk Musikkonservatorium, als erster überhaupt mit der Mundharmonika als Hauptinstrument.
2014 gründete Heise seine Band Mathias Heise Quadrillion mit Mads Christiansen (Gitarre), David Vang (Bass) und Aksel Stadel Borum (Schlagzeug). Die Gruppe spielt hauptsächlich Kompositionen von ihm, eine Mischung aus Funk, Rock und Jazz. 2015 erschien ihr Debütalbum Sudden Ascent, das im selben Jahr bei den Danish Music Jazz Awards als „Newcomer des Jahres“ nominiert wurde. Mit dieser Band folgten die Alben Decadence (2017) und Quadrillion (2022). Mit dem Quartett The Action 4s (zu dem noch Rasmus Sørensen, Conor Chaplin und Anton Eger gehören) veröffentlichte er 2025 das gleichnamige Album.
Weiterhin schrieb und arrangierte Heise acht Titel für The Beast (2018), ein Album, das mit der DR Big Band entstand. Das Album wurde 2019 bei den Danish Music Awards in der Kategorie „bestes Jazzalbum“ nominiert. Er spielte weiterhin mit Larry Graham und mit Niels Lan Doky, mit Bjarke Falgren sowie im Duo mit Bjarke Mogensen und ist auf Alben von Georg Wadenius und Kristin Korb zu hören.

## Preise und Auszeichnungen
Heise wurde 2013 beim World Harmonica Festival Weltmeister auf der chromatischen Mundharmonika. 2015 gewann er die Auszeichnung „New Jazz Star of the Year“ des Autorenverbandes Danske Populærautorer. Im Folgejahr erhielt er einen Kronprinsparrets Priser „für sein musikalisches Einfühlungsvermögen, seine Virtuosität auf der chromatischen Mundharmonika und seinen künstlerischen Umgang mit seinen eigenen Kompositionen“. 2017 wurde er mit dem Ben Webster Prize ausgezeichnet.